# Estrada Śląska

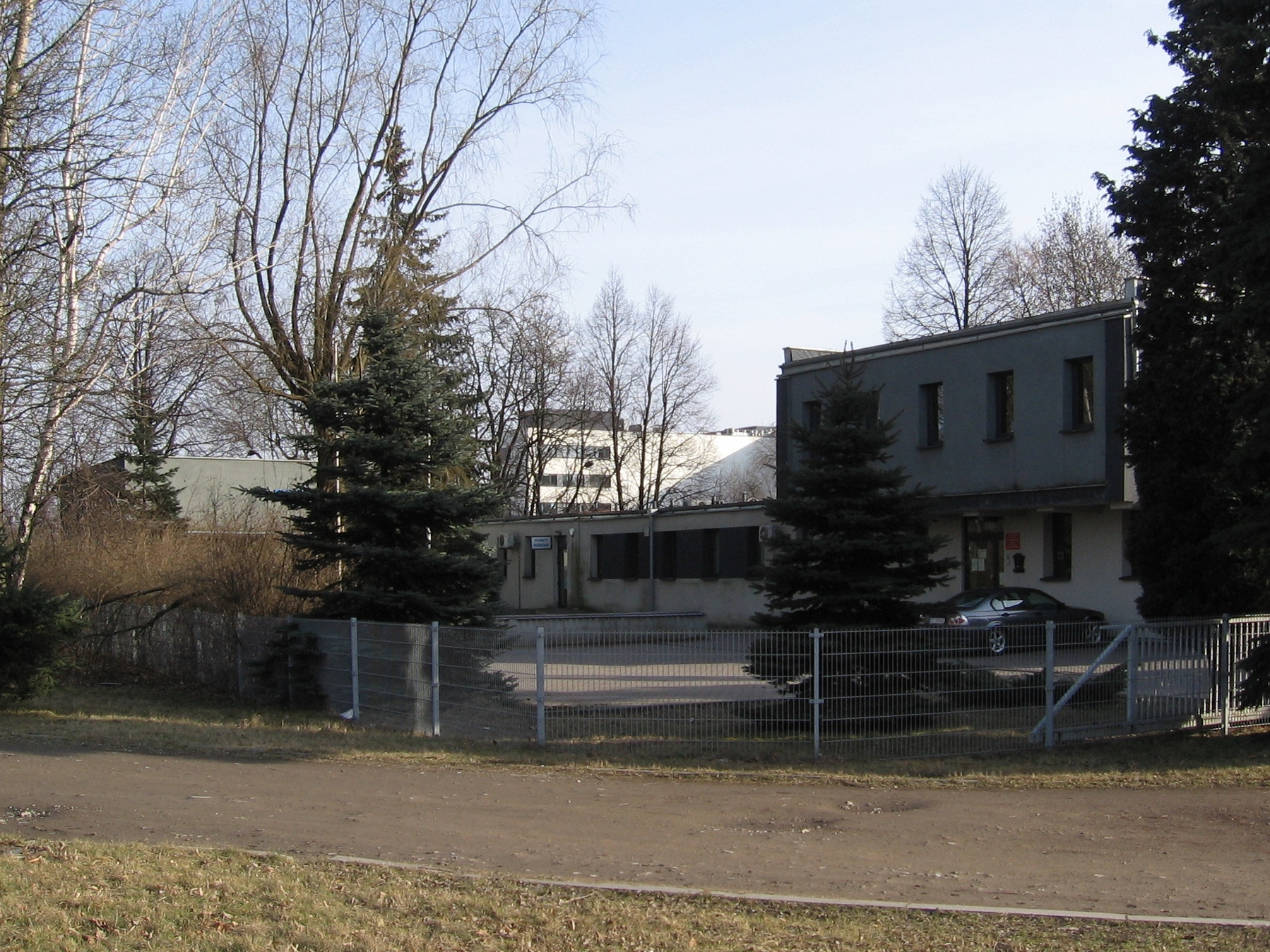
Dawna siedziba Estrady Śląskiej w 2018 roku

Estrada Śląska – nazwa instytucji kulturalnej położonej w Katowicach przy ul. Tadeusza Kościuszki 88, istniejącej od 1949 do 2010 roku. W lipcu 2010 roku nastąpiło połączenie Estrady Śląskiej i Górnośląskiego Centrum Kultury, które przyjęły wspólną nazwę Centrum Kultury Katowice im. Krystyny Bochenek. W 2016 r. Centrum przekształciło się w nową instytucję pod nazwą Katowice Miasto Ogrodów – Instytucja Kultury im. Krystyny Bochenek.
„Estrada Śląska” organizowała:
- Ogólnopolski Festiwal Sztuki Reżyserskiej „Interpretacje”
- Sylwester na katowickim Rynku
- Katowickie Spotkania Kolędowe
- Spotkania z Poezją i Muzyką w Bibliotece Śląskiej
- Miejskie obchody Dnia Dziecka pt. „Wielki Piknik Dzieci Miasta Katowice”
- Katowickie Spotkania Opery i Baletu
- Promenadowe Koncerty Estradowe i muzyczne w czerwcu, lipcu i sierpniu na terenie Parku Kościuszki
- Plenerowe festyny dzielnicowe
- Teatralne programy edukacyjne dla dzieci i młodzieży
- Coroczna impreza mikołajkowa dla dzieci miasta
- Benefisy wybitnych twórców kultury m.in. Kazimierza Kutza, Jerzego Dudy-Gracza
- Wszelkie imprezy okolicznościowe na terenie zakładu pracy i indywidualne jubileusze